# Lamsotjärnen
Lamsotjärnen är en sjö i Sundsvalls kommun i Medelpad och ingår i Harmångersåns huvudavrinningsområde. Sjöns area är 0,024 kvadratkilometer och den är belägen 210 meter över havet.